# 秦族
秦族，北周上郡洛川（今陕西省洛川县北）人。
秦族性至孝，竭力事親，為鄉里所稱道。父亲去世，哀痛過禮，每每痛哭，都能感动路人。因为母亲健在，于是抑制哀痛，以慰母意。给母亲的四時珍羞，未曾匱乏。與弟秦榮先，相互友愛，閨門之中，相敬互爱。母亲去世，哭泣無時，只是飲水食菜。終喪之後，还是吃蔬菜，不入房室二十許年。鄉里都歎服。鄉人王元達等七十餘人上报情况，皇帝下詔旌表其門。